# Aserbaidschanischer Fußballpokal 1994/95
Der Aserbaidschanischer Fußballpokal 1994/95 war die vierte Austragung des Pokalwettbewerbs im Fußball in Aserbaidschan. Pokalsieger wurde der Neftçi Baku PFK, der sich im Finale gegen den FK Kür-Nur Mingəçevir mit 1:0 durchsetzte. Neftçi qualifizierte sich durch den Sieg für den Europapokal der Pokalsieger 1995/96.

## Modus
Bis zum Halbfinale wurden die Sieger in Hin- und Rückspiel ermittelt. Bei Torgleichstand in beiden Spielen zählte zunächst die größere Zahl der auswärts erzielten Tore; gab es auch hierbei einen Gleichstand, wurde das Rückspiel verlängert und ggf. ein Elfmeterschießen zur Entscheidung ausgetragen.

## Teilnehmer
| Premyer Liqası (13) | Birinci Divizionu (15) |
| --- | --- |
| - FK Kəpəz - PFK Turan Tovuz - Neftçi Baku PFK - FK Qarabağ Ağdam - FK Kür-Nur Mingəçevir - FK Viləs Masallı - FK Khazri Buzovna - Baku Fəhləsi Maştağa FK - FK Pambıqçı Neftçala - FK Pambiqçi Bərdə - FK İnşaatçı Baku - FK Xǝzǝr Sumqayıt - FK Xəzər Lənkəran | - FK Şəmkir - MOİK Baku PFK - FK Kürmük Qax - OİK-Göyəzən Qazax - FK Səbayil Baku - Energetik Əli Bayramlı - FK Ümid Cəlilabad - FK Plastik Salyan - FK Avtomobilçi Yevlax - FK Daşqın Zaqatala - Naxçıvan Baku - AZAL Baku - Aserbaidschan U-18 - FK Pambıqı Zərdab - FK Azneftyağ Baku (Meister 1993/94) |

## 1. Runde
In dieser Runde nahmen dreizehn Erstligisten und fünfzehn Zweitligisten teil.
|                             | Gesamt |                            | Hinspiel | Rückspiel |
| --------------------------- | ------ | -------------------------- | -------- | --------- |
| AZAL Baku (II)              | 6:0    | Energetik Əli Bayramlı (I) | 13:0 1   | 13:0 1    |
| Neftçi Baku PFK (I)         | 8:2    | FK Plastik Salyan (II)     | 5:0      | 3:2       |
| Baku Fəhləsi Maştağa FK (I) | 6:2    | Naxçıvan Baku (II)         | 4:2      | 2:0       |
| FK Qarabağ Ağdam (I)        | 1:0    | FK Şəmkir (II)             | 1:0      | 0:0       |
| FK Viləs Masallı (I)        | 6:0    | MOİK Baku PFK (II)         | 5:0      | 1:0       |
| FK Avtomobilçi Yevlax (II)  | 1:5    | FK Pambıqçı Neftçala (I)   | 1:2      | 20:3 2    |
| FK Səbayil Baku (II)        | 3:1    | FK Pambıqı Zərdab (II)     | 1:0      | 2:1       |
| FK Kürmük Qax (II)          | 1:5    | FK Kür-Nur Mingəçevir (I)  | 1:2      | 0:3       |
| PFK Turan Tovuz (I)         | 5:2    | Aserbaidschan U-18 (II)    | 5:0      | 0:2       |
| FK Ümid Cəlilabad (II)      | 1:2    | FK Xəzər Lənkəran (I)      | 0:1      | 1:1       |
| OİK-Göyəzən Qazax (II)      | 2:4    | FK Kəpəz (I)               | 1:2      | 1:2       |
| FK Azneftyağ Baku (II)      | 0:6    | FK Daşqın Zaqatala (II)    | 20:3 2   | 20:3 2    |

## Achtelfinale
Teilnehmer: Die zwölf Sieger der 1. Runde und vier weitere Erstligisten (FK İnşaatçı Baku, FK Khazri Buzovna, FK Pambiqçi Bərdə und FK Xǝzǝr Sumqayıt).
|                             | Gesamt |                       | Hinspiel | Rückspiel |
| --------------------------- | ------ | --------------------- | -------- | --------- |
| FK Kür-Nur Mingəçevir (I)   | 3:4    | FK İnşaatçı Baku (I)  | 1:2      | 2:2       |
| Baku Fəhləsi Maştağa FK (I) | 1:6    | Neftçi Baku PFK (I)   | 0:2      | 1:4       |
| FK Khazri Buzovna (I)       | 4:3    | FK Qarabağ Ağdam (I)  | 13:0 1   | 1:3       |
| FK Pambıqçı Neftçala (I)    | 2:5    | FK Viləs Masallı (I)  | 1:2      | 1:3       |
| FK Səbayil Baku (II)        | 2:1    | FK Pambiqçi Bərdə (I) | 2:0      | 0:1       |
| FK Kür-Nur Mingəçevir (I)   | 3:2    | PFK Turan Tovuz (I)   | 1:0      | 2:2       |
| FK Xəzər Lənkəran (I)       | 01:11  | FK Xǝzǝr Sumqayıt (I) | 1:8      | 20:3 2    |
| FK Daşqın Zaqatala (II)     | 02:11  | FK Kəpəz (I)          | 2:3      | 0:8       |

## Viertelfinale
|                           | Gesamt |                       | Hinspiel | Rückspiel |
| ------------------------- | ------ | --------------------- | -------- | --------- |
| FK İnşaatçı Baku (I)      | 1:8    | Neftçi Baku PFK (I)   | 1:5      | 0:3       |
| FK Viləs Masallı (I)      | 0:3    | FK Khazri Buzovna (I) | 0:2      | 0:1       |
| FK Kür-Nur Mingəçevir (I) | 3:0    | FK Səbayil Baku (II)  | 2:0      | 1:0       |
| FK Kəpəz (I)              | 9:4    | FK Xǝzǝr Sumqayıt (I) | 3:0      | 6:4       |

## Halbfinale
|                     | Gesamt    |                       | Hinspiel | Rückspiel |
| ------------------- | --------- | --------------------- | -------- | --------- |
| Neftçi Baku PFK (I) | 4:1       | FK Khazri Buzovna (I) | 2:1      | 2:0       |
| FK Kəpəz            | (a)4:4(a) | FK Kür-Nur Mingəçevir | 3:3      | 1:1       |

## Finale
| Paarung   | Neftçi Baku PFK – FK Kür-Nur Mingəçevir |
| Ergebnis  | 1:0 (0:0)                               |
| Datum     | 28. Mai 1995                            |
| Stadion   | Tofiq-Bəhramov-Stadion, Baku            |
| Zuschauer | 5.000                                   |
| Tore      | 1:0 Yunis Hüseynov (78.)                |